# Las Cabezas de San Juan
Las Cabezas de San Juan es un municipio español de la comarca del Bajo Guadalquivir de la provincia de Sevilla, Andalucía.
En 2022 contaba con 16 386 habitantes según el INE. Su extensión superficial es de 230 km² y tiene una densidad de 71,2 hab/km². Se divide en cinco núcleos de población: Sacramento, Marismillas, San Leandro, Vetaherrado y el mayor de todos, que toma el nombre de Las Cabezas de San Juan.

## Geografía

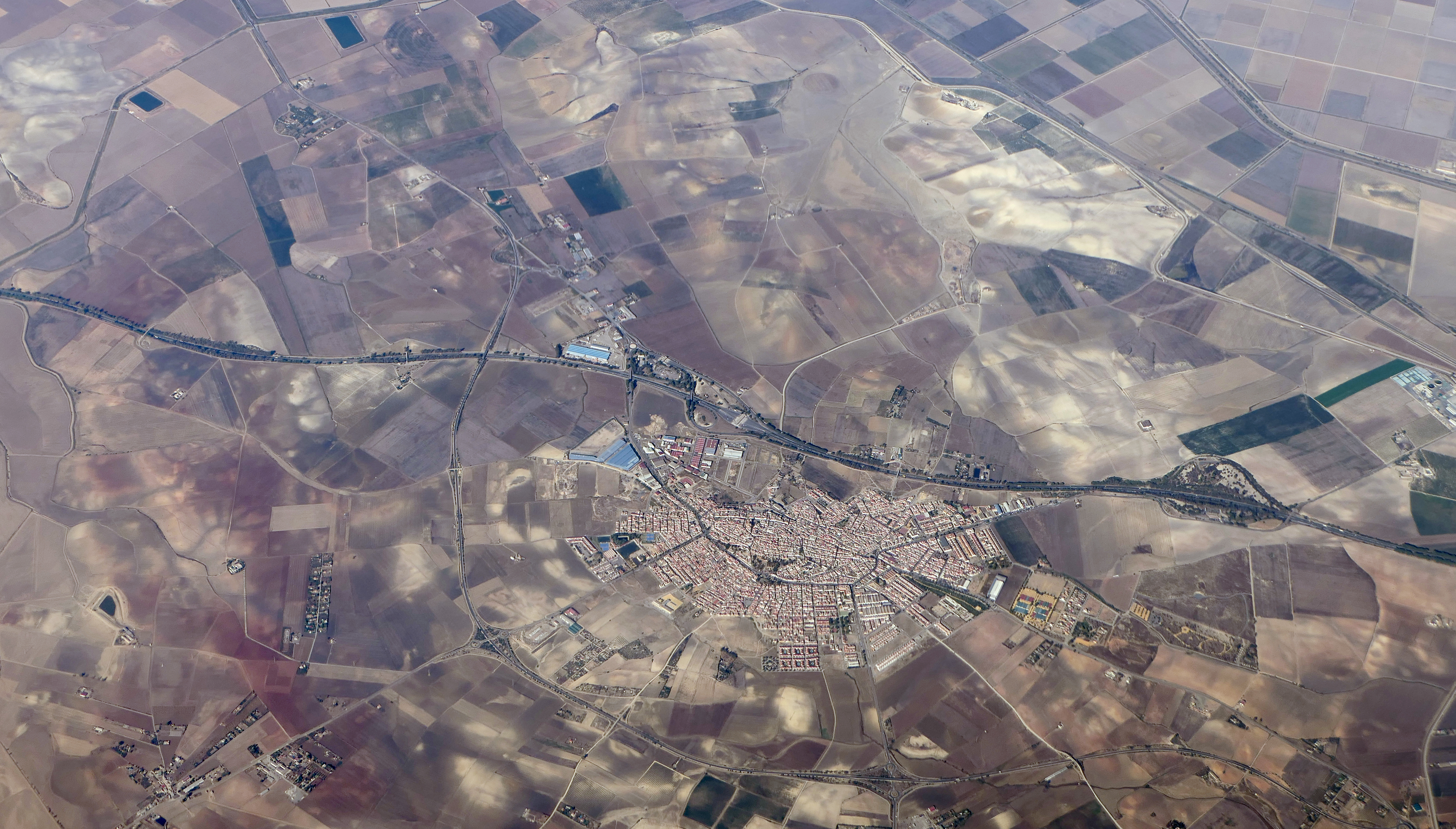
Vista aérea

Integrado en la comarca de Bajo Guadalquivir, se sitúa a 52 kilómetros de la capital provincial. El término municipal está atravesado por la Autovía del Sur  A-4  o también conocida como Autopista del Sur  AP-4 , además de por la carretera  N-IV  entre los pK 592 y 602, por la carretera  A-371 , que se dirige a Villamartín, por la carretera  A-471 , que une Lebrija con Utrera, y por la carretera local  SE-5209  que se dirige hacia Espera.  
El relieve del municipio se caracteriza por la transición entre la campiña sevillana y las Marismas del Guadalquivir, con suaves colinas por el este y sureste, que forman parte de las estribaciones de las sierras del Sistema Subbético, mientras que por el oeste domina el paisaje típicamente marismeño. La altitud oscila entre los 173 metros al sureste y los 3 metros en la pedanía de Las Marismillas. El pueblo se alza a 31 metros sobre el nivel del mar. 
| Noroeste: La Puebla del Río | Norte: Utrera                 | Noreste: Utrera                  |
| Oeste: Lebrija              |                               | Este: Utrera                     |
| Suroeste: Lebrija           | Sur: Lebrija y Espera (Cádiz) | Sureste: Utrera y Espera (Cádiz) |

## Historia

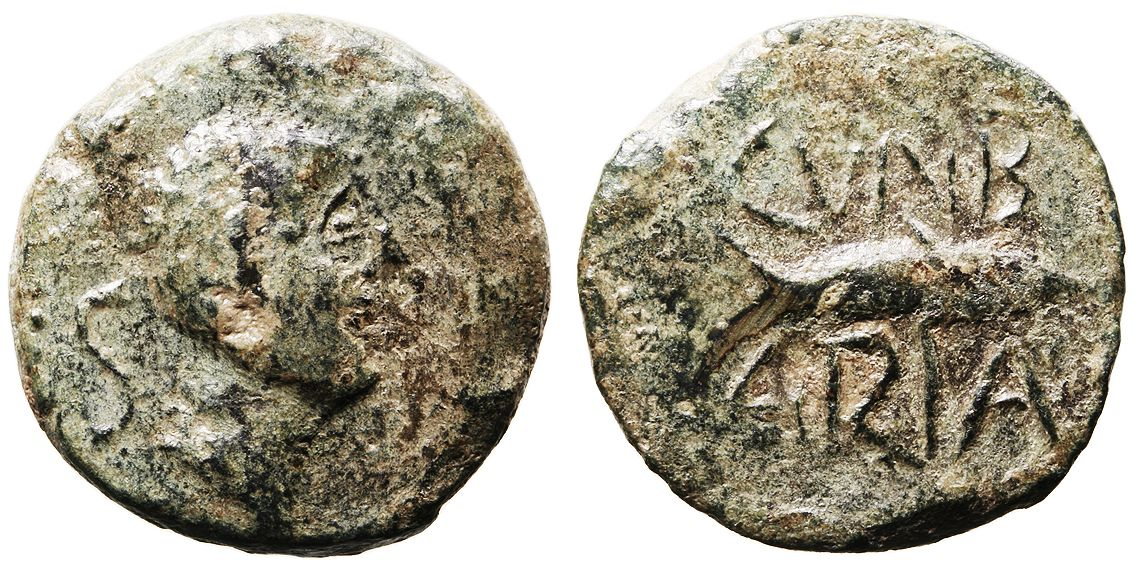
Semis romano acuñado en Cunbaria

En época púnico-turdetana se la conoce con el nombre de Cumbaria, que aparece acuñado en las monedas que emite esta ciudad, en total dos series entre el siglo II y el siglo I a. C..
El general cartaginés Aníbal ordena construir numerosas torres que se mantienen durante toda la colonización romana, siendo heredadas por los árabes, que cambian su nombre por el de Atalayas de Montúfar. 
El actual responde a su situación orográfica en una serie de pequeños cerros, conquistados por la Orden Militar de San Juan de Jerusalén.
En el siglo XVII fue vendida al conde de Cañete quien derribó parte del castillo para construir su palacio.
Es famosa sobre todo porque allí proclamó el entonces teniente coronel Rafael del Riego la Constitución de 1812 el día 1 de enero de 1820, dando lugar al primer período de monarquía constitucional de la historia de España, el llamado Trienio Liberal.

## Geografía humana

### Demografía
Cuenta con una población de 16 410 habitantes (INE 2024).
| Gráfica de evolución demográfica de Las Cabezas de San Juan entre 1842 y 2021                                                                                    |
| |
| Población de derecho según los censos de población del INE Población de hecho según los censos de población del INEEn este censo se denominaba Las Cabezas: 1842 |

| 15,660                    | 15,676 | 15,655 | 15,783 | 15,867 | 15,937 | 16,055 | 16,139 | 16,239 | 16,292 | 16,464 | 16,571 | 16,580 | 16,562 | 16,589 | 16,546 | 16,514 | 16,516 |
| (Fuente: INE [Consultar]) |        |        |        |        |        |        |        |        |        |        |        |        |        |        |        |        |        |

Las Cabezas de San Juan experimenta tímidos crecimientos de la población e incluso se han registrado decrementos. Si fijamos la atención en la tabla que se muestra y, en comparación con otros municipios de la comarca con los que cabe la analogía en el crecimiento demográfico, cabe destacar su baja tasa.
En términos relativos la población del mundo crece al ritmo del 2 % anual, Los cabecenses no aumentan su número ni al 0,5 %, el saturado aljarafe del área metropolitana de Sevilla un 3,5 %, La Rinconada, que absorbe el excedente sevillano 2,5 %.

### Economía

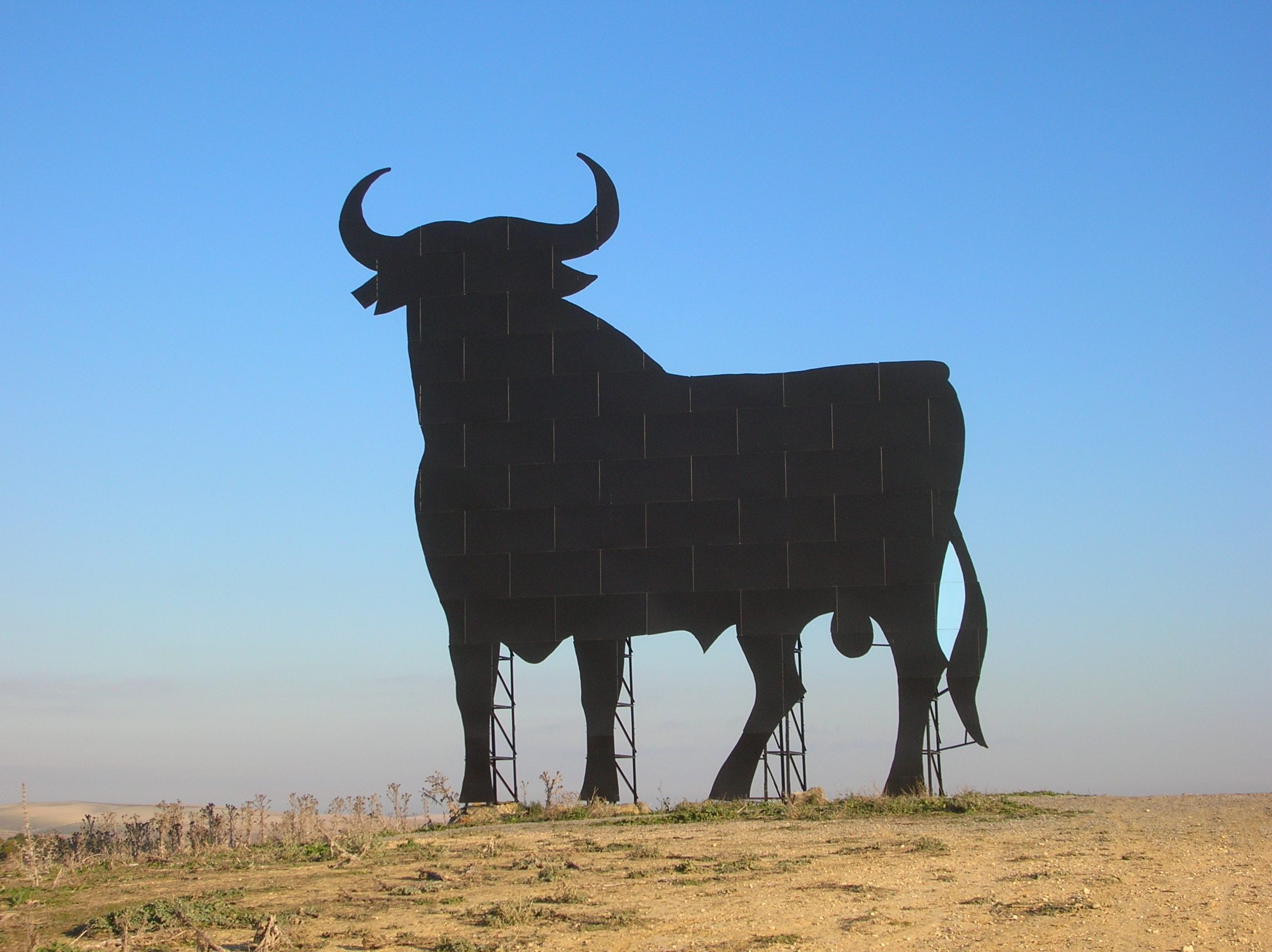
Valla publicitaria del Toro de Osborne en Las Cabezas de San Juan

Se mantiene el papel importante de la agricultura basada en el cultivo de algodón, legumbres y cereales, entre los que se incluye el arroz. Algunas canteras cercanas de yeso y piedra permiten la explotación minera.
Sin embargo ya no representa la mayor parte de los ingresos brutos de los cabeceños, sino que el funcionariado público, el comercio de productos en locales autónomos y algunas grandes empresas representan alrededor del 70 % del PIB del municipio.
Además, su situación estratégica entre Sevilla y Jerez ha desatado algunas polémicas con relación a una circunvalación proyectada, construidan que elimina, en cierta medida, el paso obligatorio del tráfico por la mediana del principal núcleo de población.
Sobre todo este pueblo es famoso por su pan, conocido por muchos visitantes y pueblos de los alrededores.

#### Evolución de la deuda viva municipal
| Gráfica de evolución de Deuda viva del Ayuntamiento de Cabezas de San Juan (Las) entre 2008 y 2019                                |
| |
| Deuda viva del Ayuntamiento de Cabezas de San Juan (Las) en miles de Euros según datos del Ministerio de Hacienda y Ad. Públicas. |

## Patrimonio
- Iglesia de San Juan Bautista, situada en el punto más alto de la localidad, fue construida en la segunda mitad del siglo XVIII.

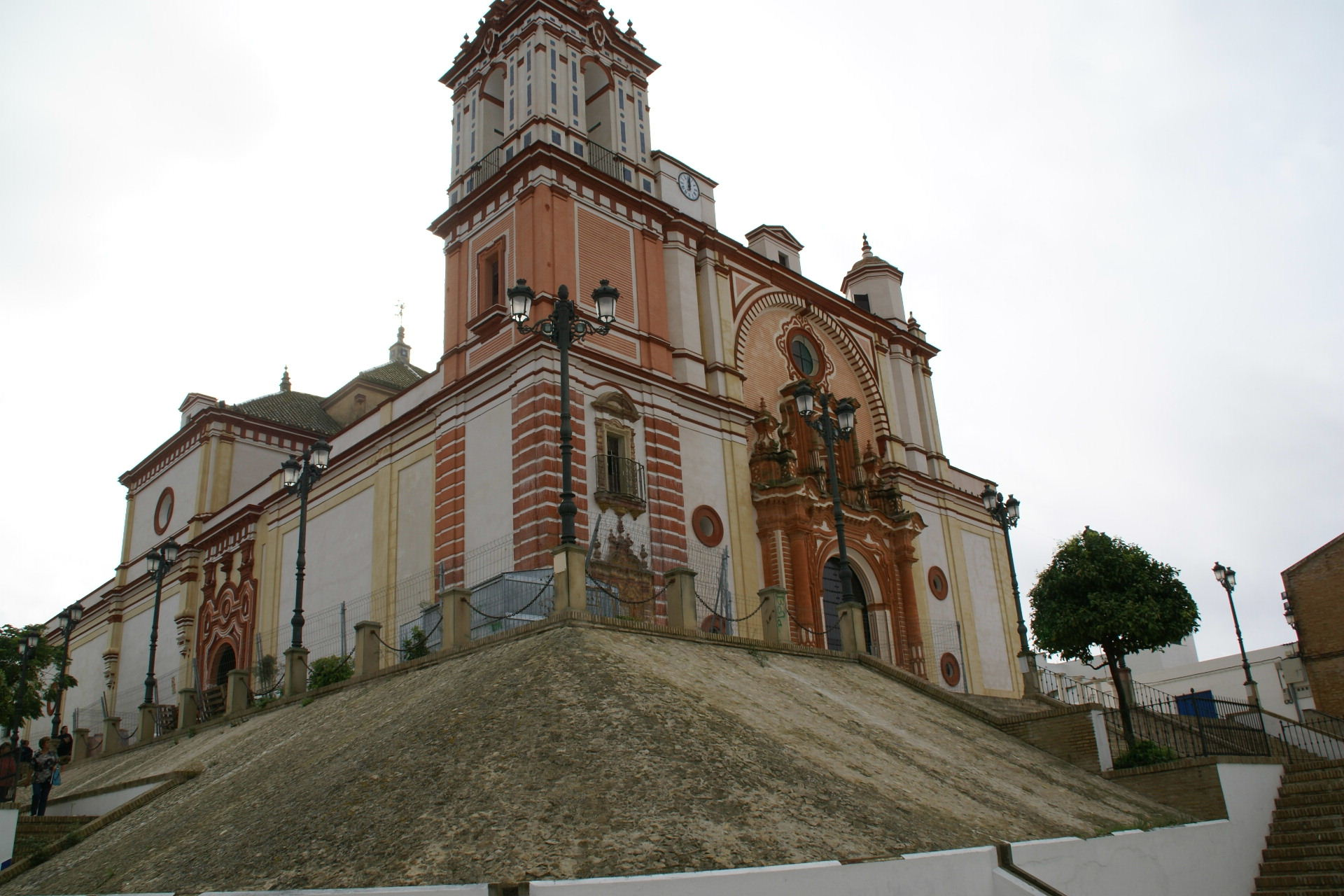
Iglesia de San Juan Bautista
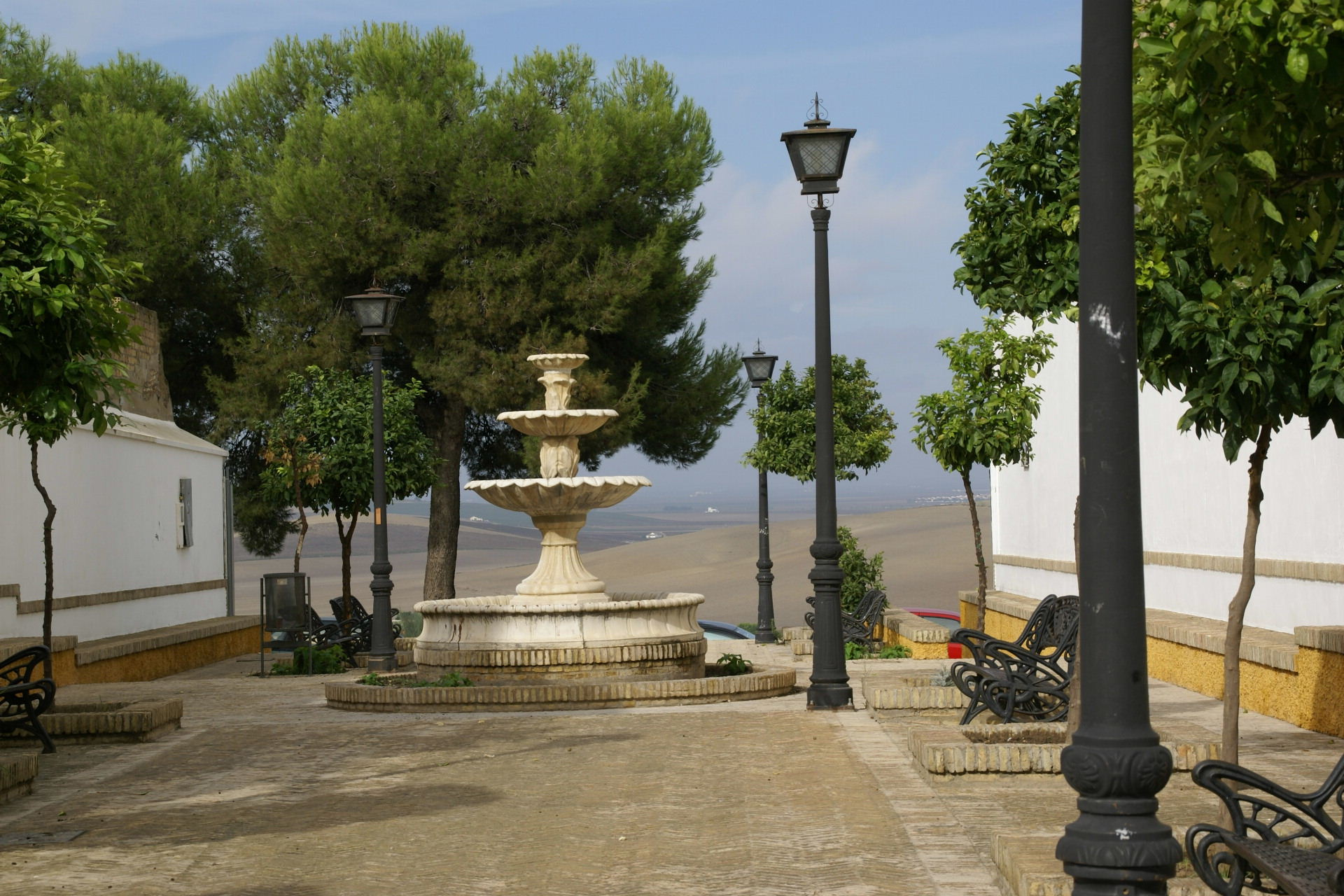
Pasaje de Doña Mercedes
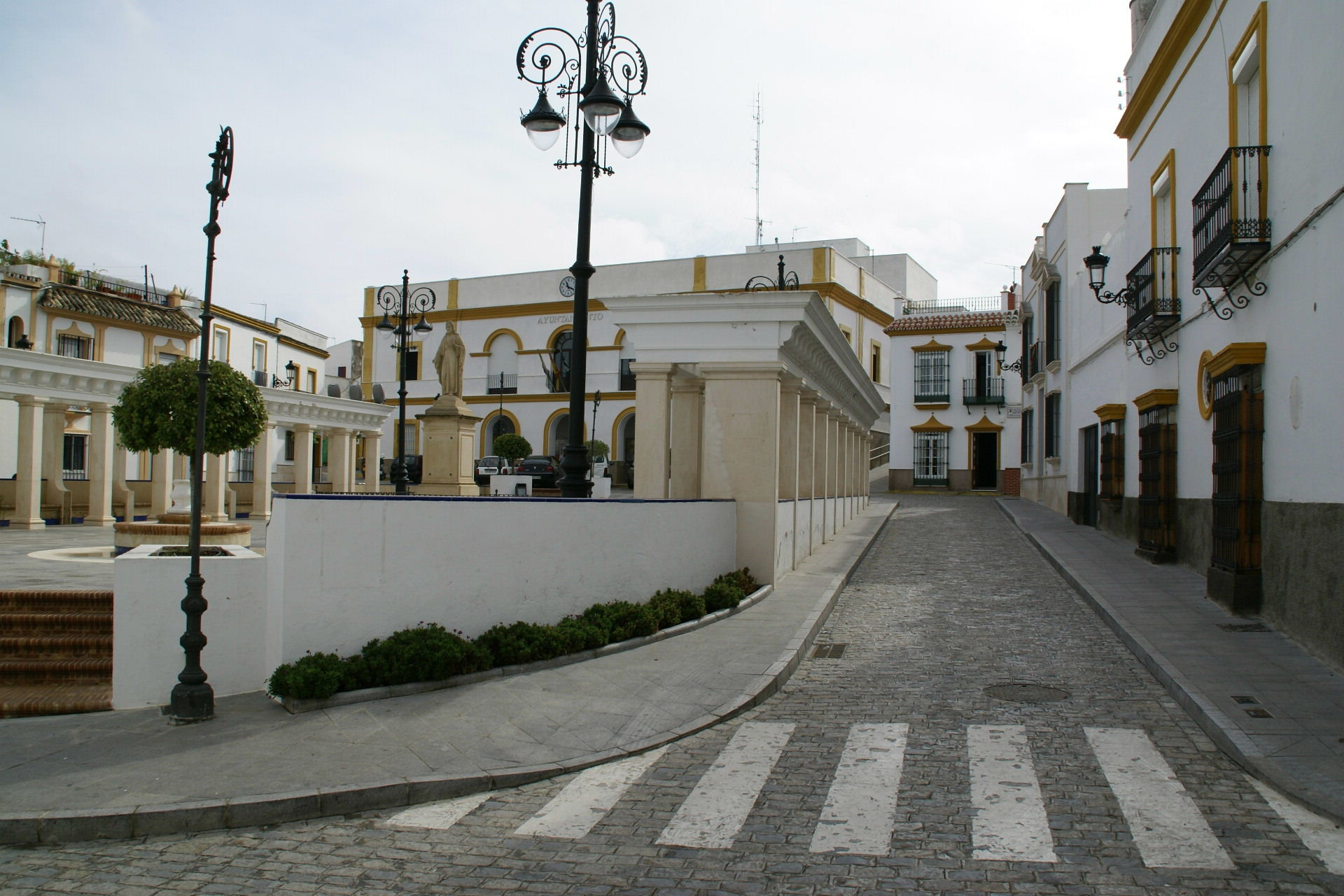
Plaza de la Constitución
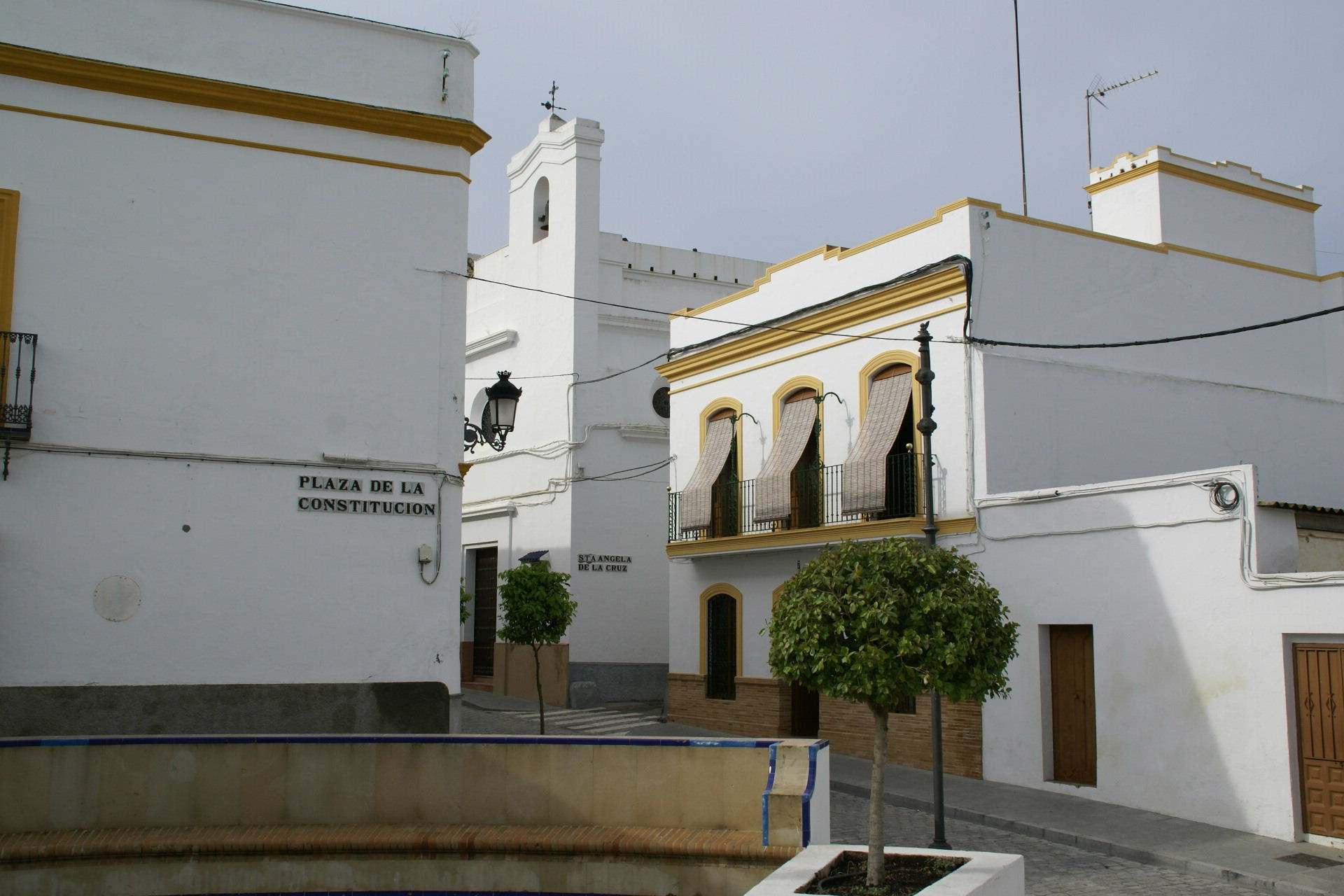
Convento de Sta. Ángela de la Cruz

- Telégrafo óptico (Torre Mathé n.º 52), de la Línea telegráfica de Andalucía, del Ministerio de la Gobernación, situada en el cerro Mariana.

## Festividades y eventos locales
- Cabalgata de Reyes: El 5 de enero por la tarde tiene lugar el recorrido por las calles de la localidad de múltiples carrozas preparadas para la ocasión desde la que se lanzan caramelos y pequeños juguetes y objetos.
- Día de Andalucía: Se celebra el día 28 con un mercadillo popular en el parque periurbano El Ranchillo.
- Carnavales: Se celebra a finales de febrero o principios de marzo. Consta de un pasacalles la noche del sábado y la tarde del domingo y de una carpa cuya ubicación varía según el año. El Concurso de Agrupaciones y Chirigotas se celebra en el Teatro municipal.
- Feria de la Tapa y Feria Empresarial: Habitualmente se celebra a lo largo de tres días de la primera quincena de marzo (viernes, sábado y domingo). La Feria de la Tapa tiene lugar en la caseta municipal en el recinto ferial de Las Cabezas con carácter anual. En cambio, la Feria Empresarial suele celebrarse cada dos años en el mismo recinto ferial. Con carácter extraordinario se ha celebrado alguna vez dentro del mismo entorno la Feria Ganadera.
- Recreación Histórica del Levantamiento de Riego: Se celebra durante la última quincena de marzo, aunque ha habido años que se ha celebrado en abril. Se trata de una recreación histórica del pronunciamiento del teniente coronel Rafael del Riego. Durante los tres días de duración se llevan a cabo exposiciones, mercadillos, stands gastronómicos, talleres de manualidades, concursos, diversas muestras artísticas, así como un pasacalles. Es un evento bien acogido por la población que viste para la ocasión la indumentaria propia de la época.
- Muestra de Pasos Infantiles: Los más pequeños realizan su peculiar estación de penitencia por las calles del pueblo.
- Semana Santa: Está declarada de Interés Turístico Nacional. Comienza el Domingo de Ramos con la salida de la Hermandad de la Borriquita; continúa el Miércoles Santo con la Hermandad de El Cautivo; el Jueves Santo en La Madrugá con la Hermandad de Jesús Nazareno; el Viernes Santo con la Hermandad de la Veracruz; y finaliza el Sábado Santo con la Hermandad de El Santo Entierro.
- Cruces de Mayo: Organizadas por asociaciones y vecinos de la localidad.
- Romería en honor a San Isidro: Se celebra a mediados de mayo. Es una de las festividades con más acogida del municipio, en la que miles de personas acompañan a pie y a caballo, en carrozas y en charretes a la imagen de San Isidro Labrador hasta los pinares de Sacramento donde pernoctan hasta la vuelta el día siguiente.
- Velá de San Juan: Se celebra la semana que incluye el 24 de junio en honor al patrón local San Juan Bautista. En los últimos años lo único que continúa de esta festividad es la "Quema del Juan y la Juana" la madrugada del 23 al 24 de junio con un pasacalles y la procesión del patrón el día 24.
- Festival Flamenco de la Yerbabuena: Se celebra la primera semana de julio. El festival tiene gran importancia a nivel regional y en el mundo del flamenco en general. En el Festival, se le rinde homenaje a personas que por su quehacer diario han destacado en su trabajo en torno al flamenco o en cualquier rama del arte. Desde su fundación a nuestros días, han visitado el Festival y han sido distinguidos con el galardón “Yerbabuena de Plata”: Juan Bernabé Brito (1971), José María Pemán (1972), Paco Camino (1973), Duquesa de Alba (1974), Camilo José Cela (1975), Concha Piquer (1976), José Marín de Vargas (1979), Dr. Domingo Gallego García (1985), Salvador Távora (1999), Manolo Sanlúcar (2001), Curro Romero (2002), José Manuel Caballero Bonald (2003), Jesús Quintero (2004), Rocío Jurado (2005), Victorio y Lucchino (2006), Paco Cotto (2007), Cristina Hoyos (2008), Iñaqui Gabilondo (2009), José Mercé (2010), Pepa Montes (2011), Antonio Murciano (2012), Antonio “Fosforito” (2013), Pedro de Miguel (2014), Antonio Sánchez Concha (2015), Matilde Coral (2016) Rosa Quiñones (2017) Paco Cepero (2017) Fernando Bravo (2018)
- Velá de Santa Ana: Se celebra el 25 y 26 de julio en la barriada de la Estrella, con actuaciones de cante y baile flamencos.
- Feria de Septiembre: Se celebra la segunda o tercera semana de septiembre en el recinto ferial de la localidad. En el marco de la misma se celebran los concursos de enganche, carreras de cintas y tiro al plato.
- Fiestas Navideñas: Durante las fiestas de Navidad tiene lugar el Belén Viviente en el parque Juan Britto, el Certamen de Coros Campanilleros o la Zambombá organizada por la Hermandad del Rocío.

## Ciudades hermanadas
- Tineo, Principado de Asturias, España (1989).